# Canton de Moïta-Verde
Le canton de Moïta-Verde est une ancienne division administrative française, située dans le département de la Haute-Corse et la collectivité territoriale de Corse.

## Histoire
- De 1833 à 1848, les cantons de Moïta et de Pietra-di-Verde avaient le même conseiller général. Le nombre de conseillers généraux était limité à 30 par département.

- Le canton de Moïta-Verde, créé en 1973 par la fusion des cantons de Moïta et de Pietra-di-Verde, est supprimé par le décret du 26 février 2014, à compter des élections départementales de mars 2015[1]. Il est englobé dans les cantons de Castagniccia et de Ghisonaccia.

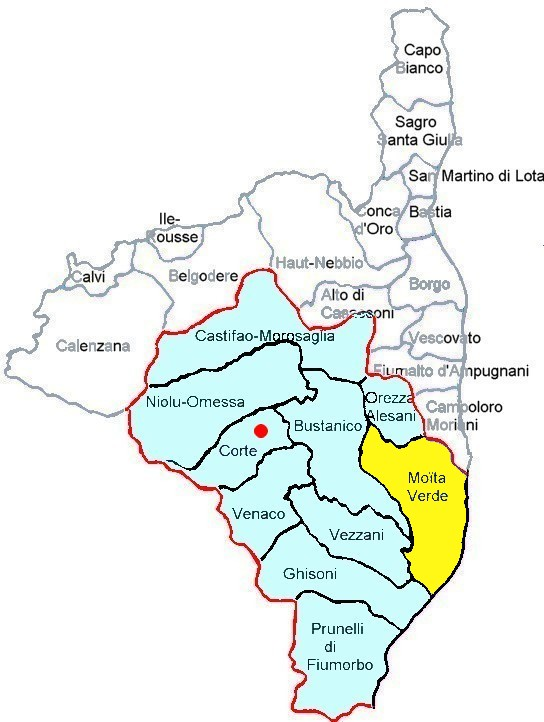
Localisation du canton de Moita-Verde avant 2015 (en jaune), dans l'arrondissement de Corte (en bleu).

## Représentation

### Conseillers généraux du canton de Moïta (1833-1973)
| Période         | Période           | Identité                                                                      | Étiquette       | Qualité |
| --------------- | ----------------- | ----------------------------------------------------------------------------- | --------------- | --- |
| 1833            | 1835 (décès)      | M. Galvani                                                                    |                 | |
| 1835            | 1842              | Don Juan de Suzzoni (1800-1890)                                               |                 | Avocat à la Cour royale de Bastia                                                                              |
| 1842            | 1846              |                                                                               |                 | |
| 1846            | 1848              | Jérôme Franchini                                                              |                 | Propriétaire à Linguizzetta                                                                                    |
| 1848            | 1852              | Joseph Marie César Franceschetti                                              |                 | Colonel de la Garde Nationale de Bastia puis de Seine-et-Marne Propriétaire à Vescovato                        |
| 1852            | 1855              | Baron Antoine André Morandini (1801-1873)                                     |                 | Propriétaire                                                                                                   |
| 1855            | 1864              | Pascal Marsily, ou Marsilj                                                    |                 | Médecin, maire de Matra                                                                                        |
| 1864            | 1871              | Ignace Joseph Lepidi                                                          |                 | Propriétaire Ancien Procureur impérial à Orthez                                                                |
| 1871            | 1877              | Jean-Baptiste Marsily                                                         |                 | Propriétaire à Matra                                                                                           |
| 1877            | 1877 (annulation) | Ange Michel Filippini (1834-1887)                                             | Bonapartiste    | Avocat, maire provisoire de Corte, puis Préfet                                                                 |
| 1877            | 1891              | Jean-Baptiste Marsily                                                         | Républicain     | Maire de Matra                                                                                                 |
| 1891            | 1896              | Baron Louis Camille Ferdinand Morandini (1839-1901, fils d'Antoine Morandini) | Républicain     | Commandant en retraite Maire de Moïta                                                                          |
| 1896            | 1896 (annulation) | M. Giacobbi                                                                   |                 | |
| 25 octobre 1896 | 1901              | Antoine-François Giordani                                                     | Républicain     | Propriétaire à Zalana                                                                                          |
| 1901            | 1901 (annulation) | M. Gabrielli                                                                  | Républicain     | Avocat |
| 1901            | 1904 (annulation) | Don-André Andréi                                                              |                 | Maire de Moïta, conseiller d'arrondissement                                                                    |
| 1904            | 1913              | Henri Pierangeli                                                              | Gauche radicale | Avocat Député (1906-1924 et 1928-1932)                                                                         |
| 1913            | 1925              | Xavier Lepidi                                                                 | RG              | Publiciste à Paris, chef du secrétariat d'André Tardieu Propriétaire à Tallone                                 |
| 1925            | 1940              | François Piétri                                                               | RG (gaviniste)  | Inspecteur général des Finances Député (1924-1942) Sous-secrétaire d'État (1926) Ministre (entre 1929 et 1933) |
|                 |                   |                                                                               |                 | |
| 1945            | 1958              | Jacques Rossi                                                                 | Rad.            | |
| 1958            | 1973              | Xavier Carlotti                                                               | DVD             | Propriétaire à Aléria                                                                                          |

### Conseillers d'arrondissement du canton de Moïta (de 1833 à 1940)
| Période                                  | Période           | Identité                              | Étiquette | Qualité |
| ---------------------------------------- | ----------------- | ------------------------------------- | --------- | --- |
| 1833                                     |                   | Octave Marsili                        |           | Médecin, juge de paix, propriétaire à Matra                                                                                           |
|                                          |                   |                                       |           | |
| 1852                                     | 1864              | Marc-Aurel Gaffaioli                  |           | |
| 1864                                     |                   | Fabius Luiggi                         |           | Notaire, propriétaire à Zalana |
|                                          |                   |                                       |           | |
| avant 1877                               |                   | Raphaël Sarrocchi                     |           | |
|                                          |                   |                                       |           | |
|                                          | 1891 (annulation) | M. Moretti                            |           | Maire de Pianello |
|                                          |                   |                                       |           | |
| 1898                                     | 1898 (annulation) | Antoine François Giordani             |           | Maire de Zalana |
| 1898                                     | 1900 (annulation) | Don André Andréi                      |           | Maire de Moïta |
|                                          |                   |                                       |           | |
| 1919                                     | 1934              | Pierre Joseph Antonbrandi (1887-1965) |           | Employé à la Cour des comptes Administrateur de l'Association générale des Mutilés de guerre Propriétaire à Zalana et à Bois-Colombes |
| 1934                                     | 1940              | M. Peretti                            |           | |
| 1940                                     |                   |                                       |           | Les conseils d'arrondissement ont été suspendus par la loi du 12 octobre 1940 et n'ont jamais été réactivés                           |
| Les données manquantes sont à compléter. |                   |                                       |           | |

### Conseillers généraux du canton de Pietra-di-Verde (1833-1973)
| Période | Période          | Identité                                         | Étiquette             | Qualité                                                                      |
| ------- | ---------------- | ------------------------------------------------ | --------------------- | ---------------------------------------------------------------------------- |
| 1833    | 1835 (décès)     | M. Galvani                                       |                       |                                                                              |
| 1835    | 1842             | Don Juan de Suzzoni (1800-1890)                  |                       | Avocat à la Cour royale de Bastia                                            |
| 1842    | 1846             |                                                  |                       |                                                                              |
| 1846    | 1848             | Jérôme Franchini                                 |                       | Propriétaire à Linguizzetta                                                  |
| 1848    | 1852             | François Pitti-Ferrandi                          |                       | Propriétaire, maire de Pietra-di-Verde                                       |
| 1852    | 1854 (démission) | Dominique Jean Coralli                           |                       | Avocat à Chiatra puis Juge de paix à Saint-Aubin-d'Aubigné (Ille-et-Vilaine) |
| 1854    | 1867             | Baron Jérôme Joseph Mariani (1815-1890)          | Majorité dynastique   | Ancien aide de camp du Prince Jérôme Napoléon Député (1857-1863)             |
| 1867    | 1878             | M.A. Pitti-Ferrandi                              | Bonapartiste          | Avocat, commis des Postes, Pietra-di-Verde                                   |
| 1878    | 1880             | François-Marie Pitti-Ferrandi (1838-1894)        | Républicain Gaviniste | Médecin                                                                      |
| 1880    | 1886             | M. Franchini                                     | Républicain           | Juge de paix à Moïta, maire de Linguizzetta                                  |
| 1886    | 1904             | Antoine-Félix Pitti-Ferrandi (1843-1906)         | Républicain           | Avocat à Bastia                                                              |
| 1904    | 1908 (démission) | François Pitti-Ferrandi (fils du précédent)      | Républicain Gaviniste | Docteur en médecine à Bastia                                                 |
| 1908    | 1910             | Alfred Antoine Valentini                         |                       | Docteur en médecine à Bastia                                                 |
| 1910    | 1937             | Charles Pitti-Ferrandi (1877-1951)               | Républicain           | Avocat à Bastia                                                              |
| 1937    | 1940             | François Pitti-Ferrandi (frère du précédent)     | RG                    | Inspecteur départemental de l'hygiène Sénateur (1939-1945)                   |
|         |                  |                                                  |                       |                                                                              |
| 1945    | 1947 (invalidé)  | Simon Vinciguerra                                | PCF                   | Professeur d'histoire et de géographie                                       |
| 1947    | 1949             | François Pitti-Ferrandi                          | DVD                   | Ancien sénateur                                                              |
| 1949    | 1955             | Marc Pitti-Ferrandi (neveu de Fr.Pitti-Ferrandi) | CNIP                  | Avocat                                                                       |
| 1955    | 1973             | Louis Migozzi                                    | Rad. puis MRG         | Médecin, Linguizzetta                                                        |

### Conseillers d'arrondissement du canton de Pietra di Verde (de 1833 à 1940)
| Période                                  | Période           | Identité                  | Étiquette    | Qualité |
| ---------------------------------------- | ----------------- | ------------------------- | ------------ | --- |
| 1833                                     |                   | Joseph François Franchini |              | Juge de paix à Corte, propriétaire à Linguizzetta                                                           |
|                                          |                   |                           |              | |
| 1852                                     |                   | Charles-Jean Degiovanni   |              | Greffier à Pietra-di-Verde                                                                                  |
|                                          |                   |                           |              | |
| 1870                                     |                   | M. Nicolai                |              | |
|                                          |                   |                           |              | |
| avant 1877                               | 1884 (annulation) | Timothée Giuntini         |              | |
|                                          |                   |                           |              | |
| 1907                                     |                   | M. Grimaldi               |              | |
|                                          |                   |                           |              | |
| 1919                                     |                   | Laurent Poli              |              | Maire de Campi                                                                                              |
|                                          |                   |                           |              | |
|                                          | 1937              | M. Nicolai                | Parti Pietri | |
| 1937                                     | 1940              | M. Pitti Ferrandi         | Parti Pietri | |
| 1940                                     |                   |                           |              | Les conseils d'arrondissement ont été suspendus par la loi du 12 octobre 1940 et n'ont jamais été réactivés |
| Les données manquantes sont à compléter. |                   |                           |              | |

### Conseillers généraux du canton de Moïta Verde (1973 à 2015)
| Période | Période | Identité                             | Étiquette                              | Qualité                                                                    |
| ------- | ------- | ------------------------------------ | -------------------------------------- | -------------------------------------------------------------------------- |
| 1973    | 1976    | Xavier Carlotti                      | DVD                                    | Maire d'Aléria (1983-1986)                                                 |
| 1976    | 1988    | Vincent Carlotti (fils du précédent) | SE puis PS                             | Ingénieur Agronome et Ingénieur en Informatique Maire d'Aléria (1986-1995) |
| 1988    | 2015    | Ange Joseph Fraticelli               | RPR puis Union Libérale de Progrès-UMP | Maire d'Aléria depuis 1995 Conseiller territorial                          |

## Composition
Le canton de Moïta-Verde comprenait quatorze communes et comptait 4 727 habitants, selon le recensement de 2012 (population municipale).
| Communes        | Population (2012) | Code postal | Code Insee |
| --------------- | ----------------- | ----------- | ---------- |
| Aléria          | 2 191             | 20270       | 2B009      |
| Ampriani        | 13                | 20272       | 2B015      |
| Campi           | 18                | 20252       | 2B053      |
| Canale-di-Verde | 355               | 20230       | 2B057      |
| Chiatra         | 206               | 20230       | 2B088      |
| Linguizzetta    | 1 079             | 20230       | 2B143      |
| Matra           | 43                | 20270       | 2B155      |
| Moïta           | 81                | 20270       | 2B161      |
| Pianello        | 59                | 20272       | 2B213      |
| Pietra-di-Verde | 111               | 20230       | 2B225      |
| Tallone         | 315               | 20270       | 2B320      |
| Tox             | 91                | 20270       | 2B328      |
| Zalana          | 135               | 20272       | 2B356      |
| Zuani           | 30                | 20272       | 2B364      |

## Démographie
| 1975  | 1982  | 1990  | 1999  | 2006  | 2011  | 2012  |
| ----- | ----- | ----- | ----- | ----- | ----- | ----- |
| 6 135 | 5 093 | 4 489 | 4 405 | 4 539 | 4 685 | 4 727 |